# Lycoperdon
Genre
Lycoperdon est un genre de champignons basidiomycètes de la famille des Agaricaceae (ou des Lycoperdaceae selon les classifications), qui comprend l'essentiel de ce qui est communément appelé vesse-de-loup. Le nom du genre a été construit, en étymologie inverse, sur le terme vesse-de-loup en accolant les racines grecques λύκος (loup), et πέρδομαι (péter).
Quelques espèces européennes :   
- Lycoperdon echinatum - Vesse-de-loup hérisson
- Lycoperdon perlatum - Vesse-de-loup perlée
- Lycoperdon pyriforme - Vesse-de-loup en forme de poire
- Lycoperdon mammaeforme - Vesse de loup mammiforme.

## Liste des espèces du genreLycoperdon[2]
- Lycoperdon albinum
- Lycoperdon asperrimum
- Lycoperdon atropurpureum
- Lycoperdon bicolor
- Lycoperdon candidum
- Lycoperdon caudatum
- Lycoperdon compactum
- Lycoperdon curtisii
- Lycoperdon decipiens
- Lycoperdon dermoxanthum
- Lycoperdon echinatum
- Lycoperdon echinulatum
- Lycoperdon ericaeum
- Lycoperdon excipuliforme
- Lycoperdon fuligineum
- Lycoperdon glabrescens
- Lycoperdon globosum
- Lycoperdon lambinonii
- Lycoperdon lividum
- Lycoperdon mammiforme, syn. L. mammaeforme
- Lycoperdon microspermum
- Lycoperdon molle
- Lycoperdon nigrescens
- Lycoperdon perlatum
- Lycoperdon polymorphum
- Lycoperdon pratense
- Lycoperdon purpurascens
- Lycoperdon pyriforme
- Lycoperdon radicatum
- Lycoperdon scabrum
- Lycoperdon spadiceum
- Lycoperdon subincarnatum
- Lycoperdon umbrinum
- Lycoperdon utriforme
- Lycoperdon velutinum